# シュヴァンガウ

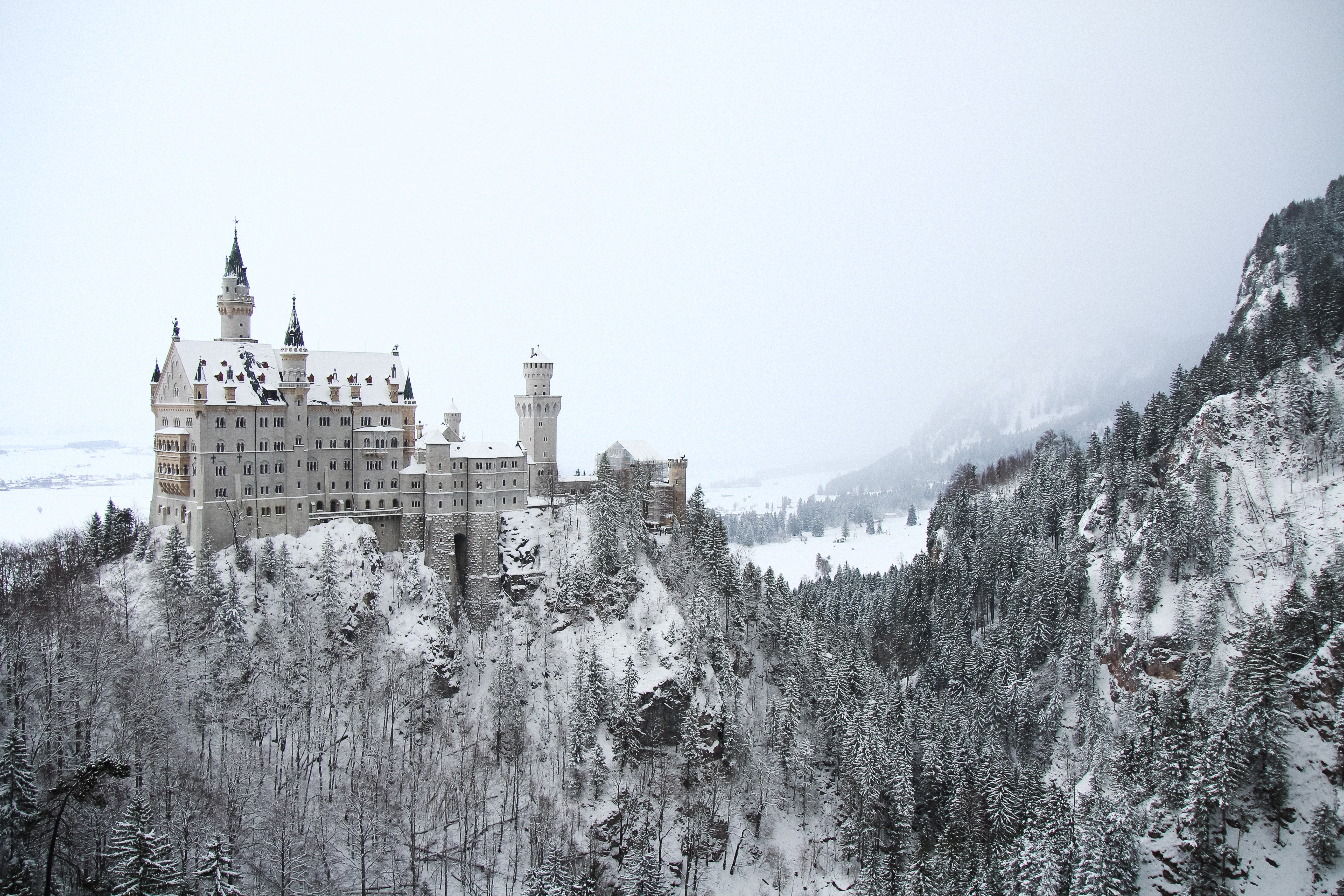
雪景色のノイシュバンシュタイン城

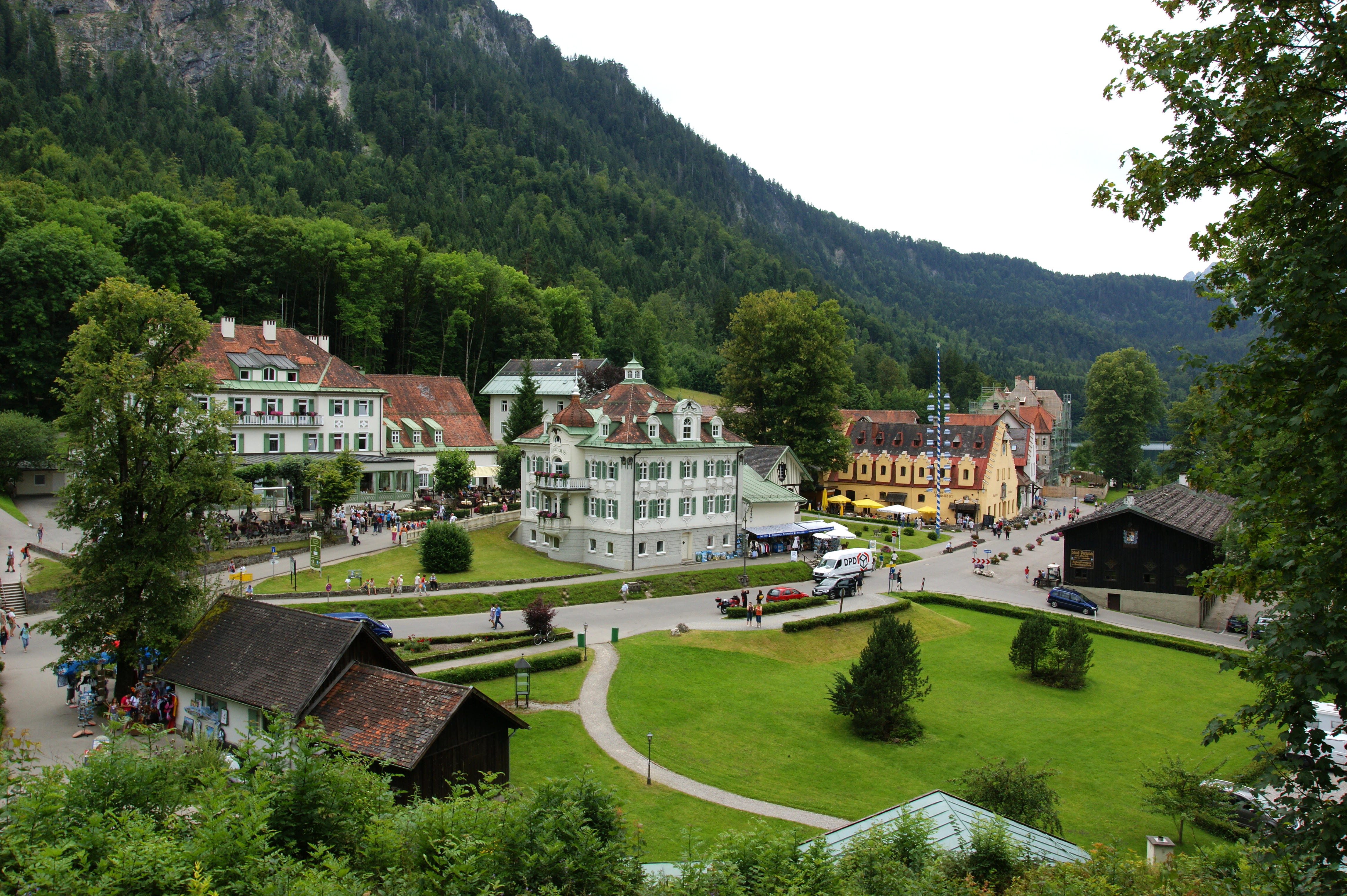
シュヴァンガウの町

シュヴァンガウ（ドイツ語: Schwangau、アレマン語: Schwanga) は、ドイツ連邦共和国バイエルン州シュヴァーベン行政管区のオストアルゴイ郡に属す町村（以下、本項では便宜上「町」と記述する）である。

## 地理
アルゴイ地方南部のロマンティック街道沿いに位置し、フュッセンまで4kmの距離にある。

### 地形
町内にはアルプ湖やシュヴァン湖がある。

#### 湖沼
主な湖
- アルプ湖
- シュヴァン湖
- バンヴァルト湖

### 行政区画

#### 自治体の構成
この町は、公式には8つの地区 (Ort) からなる。このうち小集落や孤立農場などを除く集落を以下に列記する。
- アルターシュローフェン
- ブルンネン
- ホーエンシュヴァンガウ
- ホルン
- シュヴァンガウ
- ヴァルテンホーフェン

### 人口

#### 人口推移
- 1840年 約700人
- 1939年 1,524人
- 1991年 3,255人
- 2007年末 3,415人

## 歴史

### 古代
ホルン近郊のフラウエンベルクやバンヴァルト湖北岸から出土した道具類から、シュヴァンガウに最初の定住がなされたのは石器時代の中期に遡ると推定されている。
大ドルススとティベリウスが率いるローマ軍は紀元前15年にアルプス前山地方をドナウ川まで征服した。皇帝クラウディウスは元々小径であったアルペンヴェクを道幅5mのローマ街道「ヴィア・クラウディア・アウグスタ」に造り替えた。この街道はローマ本国とラエティア属州とを結ぶ主要街道となった。当時はフュッセンに補給部隊が駐留していたのだが、その退役兵は軍の退職手当として近隣の小さな土地をもらい、土着の人々と生活共同体を形成していった。こうして、たとえば2世紀のローマ浴場跡が遺るターゲルベルク入植地やフォルゲン湖近くの小さなヴィラ・ルスティカ（荘園付き別荘）が形成されていった。284年から305年に多くの箇所でゲルマン部族がローマ防衛線を突破し、450年頃、おそらくは平和裡に、ローマ帝国は崩壊した。
アレマン人は600年頃にシュヴァンガウ地域に定住し、耕作を行った。おそらくレヒ川を遡って来た人達がシュヴァンガウの開墾を始めたと考えられている。シュヴァンガウの北外れに、現在約130基の墓が遺されている。
8世紀のキリスト教化の開始に伴い、その後の墓からは副葬品が無くなっている。アレマン人の行方は定かではない。この頃、746年にヴァルテンホーフェンの教会が創設された。これはレヒ川右岸で最初のキリスト教の教会で、聖マグヌスと聖トッソにより創建された。

### 中世
シュヴァンガウの最初の文献記録は「Castrum Swangowe」と記された1090年の史料である。これは、現在ノイシュヴァンシュタイン城が建っている岩山にあったフォルダーシュヴァンガウとヒンターシュヴァンガウの二重城砦を指している。この城砦はヴェルフ家の所有物であった。ヴェルフ家のミニステリアーレ（農場を管理する下級貴族）シュヴァンガウ家がシュヴァンシュタインに住んだ。1191年にヴェルフ6世が亡くなると、シュヴァンガウのヴェルフ家所領はシュタウフェン家のものとなり、1268年に帝国領となった。この時代にシュヴァンガウ家の最も有名な人物であるミンネゼンガーのヒルトポルト・フォン・シュヴァンガウ（1190年頃 - 1256年）が誕生した。1215年から1225年に彼が詠んだ詩22編が、ハイデルベルクの歌謡写本や一部はヴァインガーデン歌謡写本に遺されている。
1428年にウルリヒ・フォン・シュヴァンガウ（この頃には騎士階級に昇格していた）の4人の息子の間で領主権の分割がなされたが、その後経済的に立ちゆかなくなった。乱脈経営と相続争いの末、ゲオルク・フォン・シュヴァンガウは1440年にその相続財産であるホーエンシュヴァンガウおよびフラウエンシュタインとその裁判権をバイエルン＝ミュンヘン公アルブレヒト3世に売却した。これによりシュヴァンガウ家はバイエルン公のシュヴァンガウ管理者となった。
1521年にハインリヒとゲオルクのシュヴァンガウ兄弟は、ヴォルムス帝国会議において皇帝カール5世からシュヴァンガウの自由領とレーエンを授けられた。しかし早くも1535年にはこれを、皇帝の助言者でアウクスブルクの都市貴族ヨハン・パウムガルトナーに35000フローリアンで売却している。1536年に兄弟は亡くなり、シュヴァンガウ家は断絶した。

### 近世
ヨハン・パウムガルトナーは荒廃していたシュヴァンシュタイン城（現在のホーエンシュヴァンガウ城）を建て直し、フォルダーシュヴァンガウとヒンターシュヴァンガウの二重城砦やフラウエンシュタイン城は放棄された。
1549年にヨハン・パウムガルトナーは亡くなり、2人の息子、ダーフィトとゲオルクが領主権を相続した。
1561年にダーフィト・パウムガルトナーはホーエンシュヴァンガウをブランデンブルク＝アンスバッハ＝クルムバッハ辺境伯ゲオルク・フリードリヒに質入れした。ゲオルク・フリードリヒは、1567年にこの領主権をバイエルン公アルブレヒト5世に売却した。
パウムガルトナー家の抗議は退けられ、ホーエンシュヴァンガウを含むこの地は帝国からバイエルン公へのレーエンと認められた。三十年戦争の戦乱に加え、シュヴァンガウにはさらなる困難が襲った。ペストである。
1635年から1636年にわたって流行し、人口を極端に減少させた。死者は夜の間に手押し車で聖コロマン教会裏のペスト墓地に運ばれた。この大災害の後、町にはチロル地方やエンガディーン地方からの移住者が住み着いた。おそらく、後者が「シュプフェ」と呼ばれるシュヴァンガウに特徴的な建築様式をもたらした。

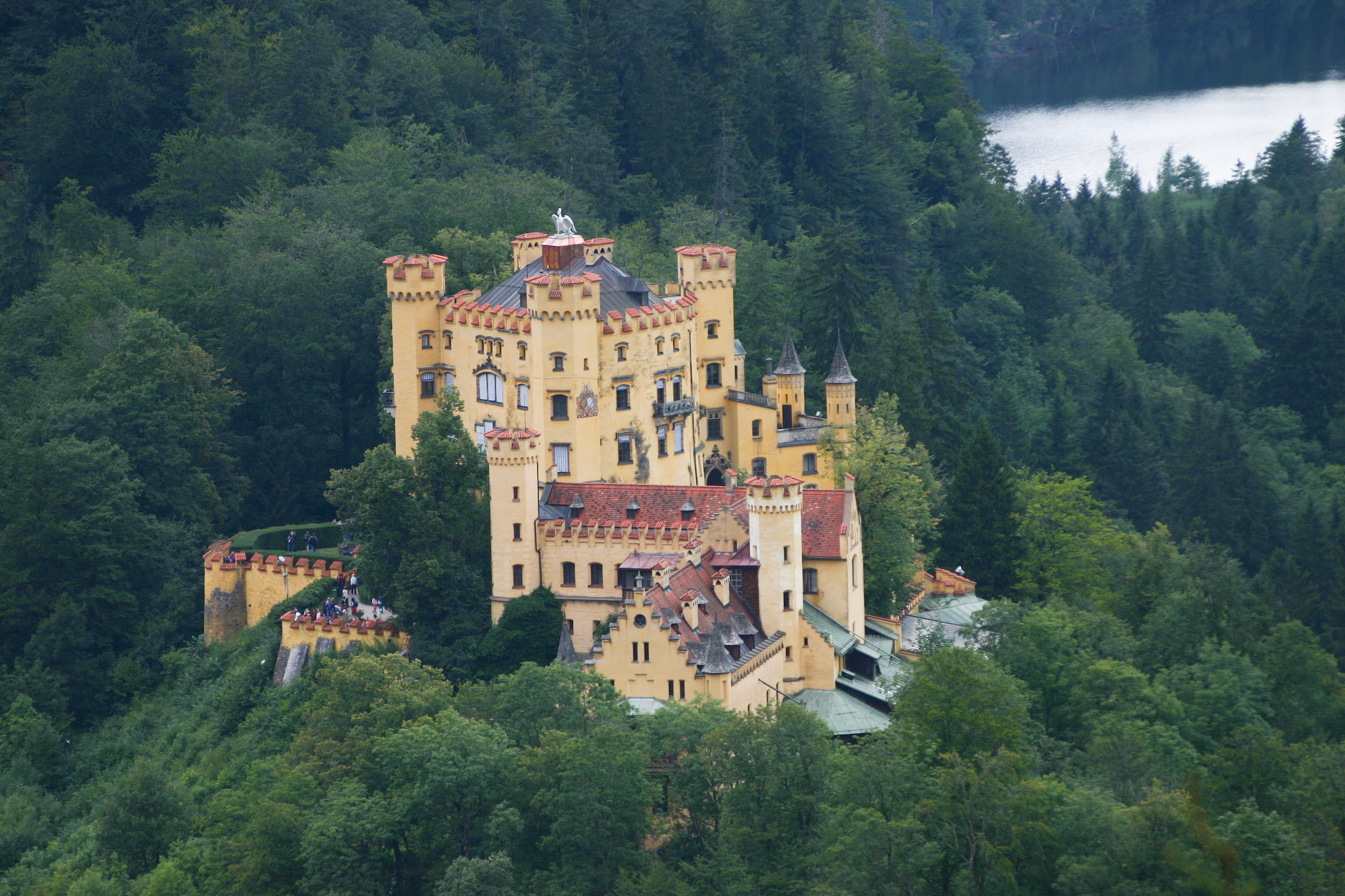
ホーエンシュヴァンガウ城

続く数十年間、シュヴァンガウの城は何度も城主を変えた。1800年から1809年のナポレオン戦争の間に城はひどく損壊し、1820年には単なる「廃墟」として売却された。1832年に獲得した王太子マクシミリアン、後のバイエルン王マクシミリアン2世はこの廃墟を購入し、ドミニクス・クヴァグリオの計画・設計に基づいてネオゴシック様式の城に改築した（1832年 - 1836年）。

### 近代～現代
マクシミリアンの長男ルートヴィヒ2世は、かつてフォルダーシュヴァンガウとヒンターシュヴァンガウの二重城砦があった場所にノイシュヴァンシュタイン城を建設した。定礎式は1869年9月5日に行われた。建設工事は1886年に王の死によって中断され、この城は完成されていない。
20世紀にはいる直前、シュヴァンガウ観光が盛んになり、ペンションやホテルが建設され始めた。これに伴い観光業に従事する人口も次第に増加した。1938年に当時の町長プファイファーの下シュヴァンガウにクアパークが建設された。町の様々な努力により、時が経つにつれ「ルフトクアオルト」（空気の清浄な療養地）としての名声（1926年）は広がり、1986年には「ハイルクリマティシャー・クアオルト」（健康によい保養地）という称号を得た。
1953年から1954年のフォルゲン湖の堰き止めは町に大きな構造変化をもたらした。これにより当時の町域の1/4にあたる1,071haの土地が水没した。ドイテンハウゼン集落、フォルゲン集落、ブルンネン集落の一部がその犠牲となった。

## 経済
この町の主要産業は、観光業、手工業、小売業、農業である。

## 交通

### 鉄道
シュヴァンガウには鉄道駅はない。

### バス
フュッセン、ホーエンシュヴァンガウ、及びその他のアルプス山脈の町との間でバスが運行されている。

## 観光

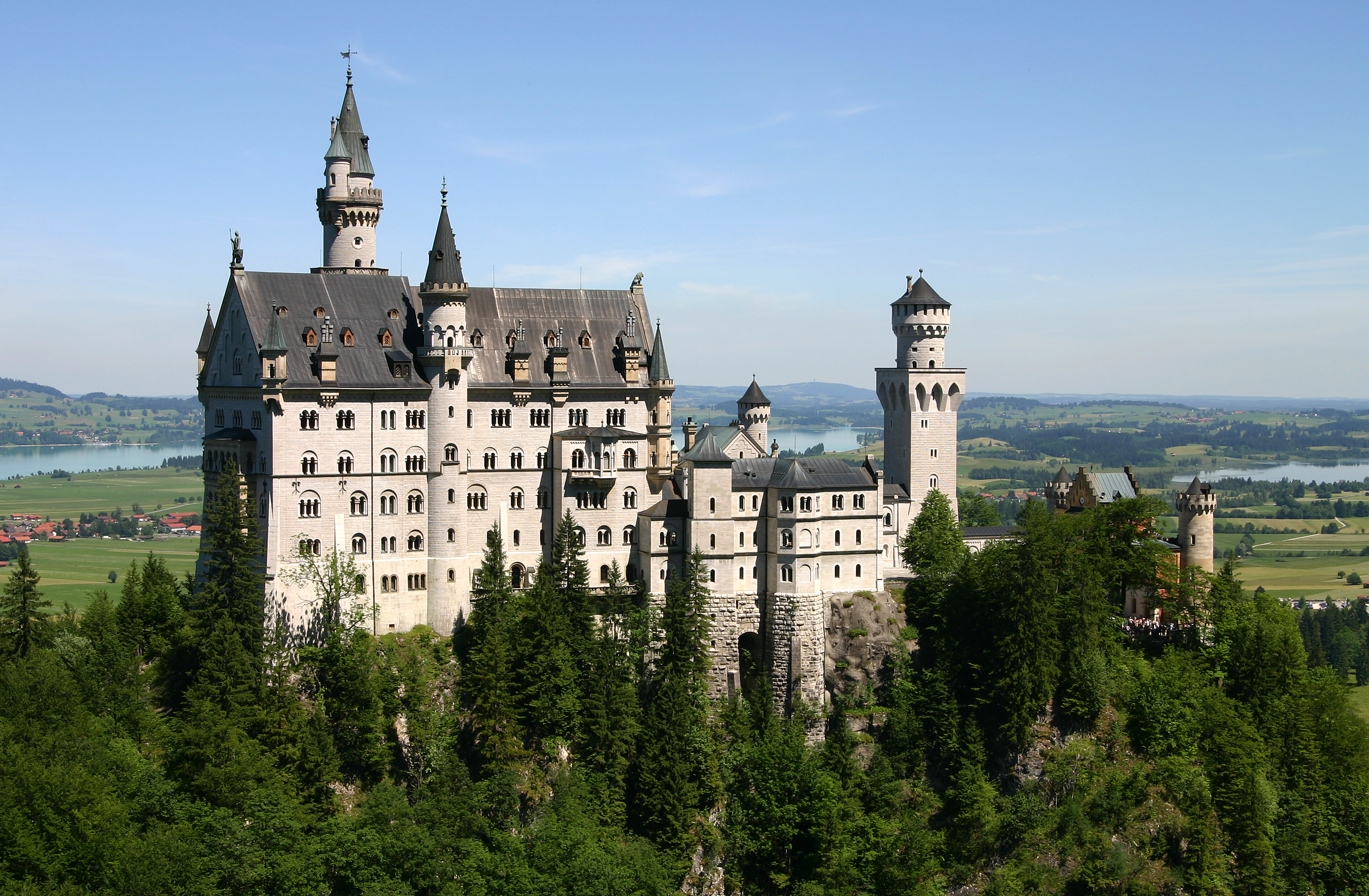
ノイシュヴァンシュタイン城

### 観光スポット
- ブラハベルク城
- 聖コロマン教会
- ホーエンシュヴァンガウ城
- ノイシュヴァンシュタイン城
- マリア橋
- 聖マリア・聖フローリアン教会（ヴァルテンホーフェン地区）

## 出身関連著名人

### ゆかりの人物
- ルートヴィヒ2世（1845年 - 1886年）バイエルン王。ノイシュヴァンシュタイン城の築城者。
- ハインツ・グデーリアン（1888年 - 1954年）第二次世界大戦当時の軍人。電撃作戦の立案者。シュヴァンガウで亡くなった。

## 引用
1. ↑  https://www.statistikdaten.bayern.de/genesis/online?operation=result&code=12411-003r&leerzeilen=false&language=de Genesis-Online-Datenbank des Bayerischen Landesamtes für Statistik Tabelle 12411-003r Fortschreibung des Bevölkerungsstandes: Gemeinden, Stichtag (Einwohnerzahlen auf Grundlage des Zensus 2011)
2. ↑  Bayerische Landesbibliothek Online